# Jabiluka
Jabiluka war eine geplante Uran-Mine im australischen Kakadu-Nationalpark, Northern Territory. Nach der Entdeckung von großen Uranvorkommen im Jahr 1971 wurde gegen den Widerstand der traditionellen Landeigentümer, Aborigines vom Stamm der Mirarr, 1996 mit dem Bau der Mine begonnen. 
Im Jahr 1998 wurde das Gebiet für acht Monate durch Umweltaktivisten besetzt, im Verlauf der Besetzung wurden bis zu 550 Aktivisten festgenommen.
Nach internationalen Protesten besuchte eine Delegation der UNESCO das Gebiet und bestätigte die befürchtete Umweltgefährdung für das Weltnaturerbe durch den Uranabbau. 
Beim Abbau von Uranerz entstehen tödliche Gefahren, denn radioaktive Stoffe, wie Radongas, werden freigesetzt und der Abraum enthält noch bis zu 85 Prozent der ursprünglichen Radioaktivität. Der Wind verweht strahlende Partikel in alle Richtungen, verseuchtes Wasser sickert ins Erdreich und Rückhaltebecken für radioaktive Schlämme sind nicht sicher gegen Dammbrüche.
Der zunehmende politische Widerstand, mehrere Gerichtsverfahren und ein einbrechender Uranmarkt veranlassten die Gesellschaft Rio Tinto im September 2002 die Entwicklung der Mine einzustellen. Die benachbarte Ranger-Uran-Mine ist von dieser Entscheidung nicht betroffen. Die Mirrar verlangten, dass das Gelände gereinigt und wiederhergestellt wird. Am 12. August 2003 begannen die Arbeiten von Rio Tinto bei der Jubiluka-Mine und 50.000 t Material der Mine wurden an den ursprünglichen Ort gebracht.